# Auliscomys boliviensis
Auliscomys boliviensis és una espècie de mamífer rosegador de la família dels cricètids. Viu a altituds d'entre 3.450 i 4.770 msnm al sud del Perú, l'extrem nord-oriental de Xile i el centre-oest de Bolívia. Es tracta d'un animal diürn i de dieta variada. El seu hàbitat natural són les zones obertes. És una espècie en risc mínim, és a dir, no sembla que hi hagi cap amenaça significativa per a la seva supervivència.